# Villa Mirabella
Villa Mirabella è un edificio situato in località Gabbro, frazione del comune di Rosignano Marittimo.

## Storia
All'inizio del Settecento il porto franco di Livorno costituiva un polo d'attrazione per numerosi mercanti, spesso di origine straniera. In questo contesto, un ruolo di  primo piano ebbero i Finocchietti, provenienti dalla città francese di Annecy, che, giunti a Livorno intorno alle metà del Seicento, avevano impiantato un'importante casa di commercio.
Nella prima metà del XVIII secolo, la famiglia, che pochi decenni prima aveva innalzato un palazzo nel quartiere Venezia Nuova, decise di affiancare alla dimora cittadina una residenza di campagna; per questo, nel 1738 Giovan Pietro Finocchietti, figlio di Jacopo, acquistò un ampio appezzamento di terreno sulle colline del Gabbro, dando corso alla realizzazione di una grande villa.
La villa fu completata nel 1761.
Nel 1886 passò al marchese Vittorio De Ghantuz Cubbe, che edificò alcuni fabbricati ad uso agricolo; dopo vari passaggi di proprietà, nel 1918 la villa ospitò un lazzaretto per far fronte all'epidemia di febbre gialla che aveva colpito la popolazione. 
Nel 1934 fu acquistata dal Monte dei Paschi di Siena e successivamente venduta alla famiglia Paladini. Nel secondo dopoguerra fu adibita a casa colonica e il 17 gennaio 1984 fu donata al Comune di Rosignano Marittimo.

## Descrizione
Situata ad est dell'abitato, la villa si inserisce in un ampio lotto di terreno tenuto a verde, a margine del quale spicca una torre neogotica costruita per volontà del marchese De Ghantuz Cubbe.
La villa, che versa da decenni in condizioni di abbandono, è caratterizzata dai resti di una doppia scala, sulla cui verticale è importato un frontone di stampo barocco.
All'interno sopravvivono tracce di pitture murali e una cappella.